# Super High Altitude Research Project
Super High Altitude Research Project (SHARP) était un projet du gouvernement américain utilisant un canon à gaz comme canon spatial, avec comme objectif de lancer des satellites dans l'espace. Le prototype du canon spatial a commencé en 1985 au Laboratoire national de Lawrence Livermore et est devenu opérationnel en 1992.
Ce projet est inspiré du livre de Jules Verne De la Terre à la Lune.
Son concepteur, John Hunter pense qu'avec un budget de 500 millions de dollars, il pourrait fabriquer un canon spatial flottant de 1 km de long pouvant servir à diminuer les coûts d’accès à l'espace et à ravitailler un dépôt de propergols en orbite.